# Kluci a hvězda
Kluci a hvězda je československý animovaný televizní seriál z roku 1984 vysílaný v rámci Večerníčku. Poprvé byl uveden v červnu téhož roku. Bylo natočeno 7 epizod.

## Seznam dílů
1. Jak spadla do louže
2. Jak chtěla bydlet
3. Jak šla do školy
4. Jak ji Vondráček ukradl
5. Jak hlídali hrušky
6. Jak byla v cirkuse
7. Jak se vrátila